# 시마 다이스케
시마 다이스케(嶋大輔, 1964년 5월 22일 ~ 현재)는 일본의 배우이자 가수이다.
효고현 니시노미야시 출신(공식에서는 가나가와현 요코하마시)으로, enjoy 소속(업무 제휴사는 바그지ー히ー로ー즉라브.)이다.

## 개요
- 1981년 요코하마 긴바에의 "츳파리 하이 스쿨 Rock'n Roll(시험 편)"에서 은승의 동생으로 데뷔했다[1]. 그 해 텔레비전 드라마 《아카네 씨의 도시락》에 출연하는 배우 데뷔했다[1].
- 다음 1982년에는 시마도 출연한 이시 다테 테츠오 주연의 드라마 《하늘까지 올라가!》의 주제가와 된 싱글 《남자의 훈장》이 70만장 또는 약 98만장의 대성공으로 일약 유명해지. 제15회 일본 음반 판매 대상 남자 신인상도 수상하고 10대를 중심으로 인기를 얻는다.
- 1988년에는 〈슈퍼 전대 시리즈〉 제12작 《초수전대 라이브맨》에 아마미야 유스케/레드 팔콘 역으로 주연을 맡아 스스로 주제곡도 담당. 2001년에는 이 역에서 V시네마 《백수 전대 가오렌쟈 VS 슈퍼 전대》에 출연. 그리고 이것들이 인연으로 《넙치통 GOLD》에서는 SAMURAI히어로즈의 캡틴을 맡았다.
- 배우로서 텔레비전 드라마·영화 등에 출연하고 탤런트로서 예능 프로그램에서도 활약. 특히 근래에는 드라마 《키사라즈 캐츠 아이》와 《너무×2 괜찮고 있는..》의 코너 「계수단」에서 「남자의 훈장」이 자주 사용된 것부터 시마의 재평가로 이어지고 2003년에 「남자의 훈장」을 셀프 커버하는 릴리스.
- 2005년 《남자의 훈장》의 속편 《어른의 훈장》을 인디로 발매, 오리콘 싱글 차트 첫 등장 20위, 인디 차트 첫 등장 1위를 기록했다. 2006년 9월에는 셀프 커버 앨범《야로사고 센고쿠 겹침(잘 선거 크시유우)》을 발매했다.
- 드라마나 영화가 어느 쪽인가 하면 강경파로 성실한 역할을 연기하는 것이 많고 특히 《전국 자위대 1549》의 자위관 역은 시마다 신스케에 오락 프로그램에서 극찬을 받았다.
- 2010년 7월 29일 나고야의 비단에 시마 자신이 프로듀스 고깃집"불고기 남자의 훈장"을 오픈했다. 또 그 해에는 일본 중앙 경마회에 마주로 등록. 소유마는 않았지만 향후는 소유 말에 관 명으로 "훈장"의 독일어 번역인 "오든"을 사용한다고 발표했다.
- 2013년 1월에 스포츠·음악 진흥 협회의 이사장에 취임하면서 국내. 외 진흥 활동에 근무했다.
- 2013년 1월 23일 자신 첫 프로듀스에서 "별이 내리는 거리 orden version"(3곡 A면 싱글)을 릴리즈. 3곡째는 정을 주제로 한곡을 키의 쓰요시와 부르고 있다.
- 1994년에 결혼하여 장녀 있다.
- 2013년 4월 연예계를 은퇴. 25일 기자 회견에서 정계 전신을 표명했으며 여름의 참의원 선거에 출마의 의향을 나타냈지만, 최종적으로 단념하였다.
- 2013년 8월 TV쇼핑 《가고메 매일 먹는 야채》에 출연했다.
- 2015년 5월 하루, 후쿠오카 현에서 제작한 카레점 〈남자의 창작 카레 찌개 식당 esora(매퉁이 라)〉가 개점하였다.
- 2015년 7월 13일 후지 텔레비전 계열 정보 프로그램 〈직격탄 LIVE굿 데이!〉에 생방송 출연하고 연예계 복귀를 보고하였다.

## 출연작

### 영화
| 연도   | 영화사                | 제목                                     | 역할                 | 참고 |
| ------ | --------------------- | ---------------------------------------- | -------------------- | ---- |
| 1983년 | 도호                  | 《미유키》                               | 미사키 류이치 역     |      |
| 1986년 | 뉴 센추리・프로듀서즈 | 《코믹 잡지 따위는 필요없어!》           |                      |      |
| 1987년 | 닛카쓰                | 《사랑하는 하프 달》                     | 이시다 코이치 역     |      |
| 1987년 | 쇼치쿠 후지           | 《안녕 사랑스런 그대여》                 | 마시바 슈치 역       |      |
| 1987년 | 도에이 클래식 필름    | 《일품 요리 컴퍼니》                     | 오카모토 타키히코 역 |      |
| 1988년 | 쇼치쿠 후지           | 《마틸린니 아이타이》                    | 오가타 켄지 역       |      |
| 1990년 | 도에이                | 《풍선》                                 | 미즈누마 역          |      |
| 1992년 | 림 출판               | 《8맨 모든 외로운 밤 때문에》            |                      |      |
| 1999년 | 닛카쓰                | 《BLOOD》                                | 혼다 이시 역         |      |
| 2000년 | 아르고 픽쳐스         | 《매미 축제의 섬》                       |                      |      |
| 2000년 | 닛카쓰                | 《차왕 <샤쯔킹> THE MOVIE 2000》         | 모토미야 타카오 역   |      |
| 2000년 | 닛카쓰                | 《울트라맨 코스모스 2 THE FINAL BATTLE》 | 히우라 하루미츠 역   |      |

### 드라마
| 연도          | 방송사    | 제목                                                                                        | 역할                                  | 참고 |
| ------------- | --------- | ------------------------------------------------------------------------------------------- | ------------------------------------- | ---- |
| 1981년        | TBS       | 수요드라마 《아카네 씨의 도시락》                                                           | 이시구라 기미카츠 역                  |      |
| 1982년        | NTV       | 토요드라마 《하늘까지 올라가!》                                                             | 켄지 역                               |      |
| 1983년        | TBS       | 토요드라마 《더 서스펜스》                                                                  |                                       |      |
| 1983년~1984년 | TBS       | 금요드라마 《꽃이 핀 히나코 2》                                                             |                                       |      |
| 1984년        | 후지 TV   | 금요드라마 《월요일 드라마 랜드》/《예, 아 됐습니다》                                       |                                       |      |
| 1985년        | TBS       | 금요드라마 《용서 할 수 없는 결혼》                                                         |                                       |      |
| 1985년        | 후지 TV   | 금요드라마 《월요일 드라마 랜드》/《해바라기 군》                                           |                                       |      |
| 1985년        | NTV       | 토요드라마 《의손 언니・200W》                                                              |                                       |      |
| 1985년        | 후지 TV   | 수요드라마 《스타 탄생》                                                                    | 키다 히로시 역                        |      |
| 1986년        | 후지 TV   | 2분드라마 《목요일 드라마 스트리트》/《세 자매 탐정단》                                     | 쿠니토모 형사 역                      |      |
| 1986년        | TV 아사히 | 일요드라마 《이렇게 때리다 거리 꿈 랜드》                                                   | 코바야카와 요시무네 역                |      |
| 1987년        | ABC       | 《더 교수형 6 제12화 - 어느 쪽에 내기?사살 게임》                                           | 토오루 역                             |      |
| 1988년        | 후지 TV   | 목요드라마 《마음은 외로운 감정은 「...」》                                                 |                                       |      |
| 1988년~1989년 | TV 아사히 | 슈퍼전대 시리즈 《초수전대 라이브맨》                                                       | 아마미야 유스케(레드 팔콘) 역         |      |
| 1989년        | TBS       | 《스크랩》                                                                                  |                                       |      |
| 1989년        | TBS       | 토요드라마 《드라마틱 22 - 잘 교재를 하고 싶어 잠깐!》                                      |                                       |      |
| 1989년        | TBS       | 《월요 드라마 스페셜 - 안녕히 국들이 노처녀 관리직》                                        |                                       |      |
| 1989년        | TBS       | 《미소라 히바리 이야기》                                                                    | 오노 미츠루 역                        |      |
| 1990년        | 후지 TV   | 《기분 좋아 사랑하고 싶어!》                                                                | 하마다 코헤이 역                      |      |
| 1990년        | STV       | 《수요 그랜드 낭만 - 바람이여, 아버지여, 내일로!》                                          |                                       |      |
| 1991년        | NTV       | 《사랑도 스키도 몸으로 하고 싶어!!》                                                        |                                       |      |
| 1991년        | NTV       | 《그대만을 사랑을》                                                                         | 오쿠다 테츠타 로우 역                 |      |
| 1991년        | 후지 TV   | 《기묘한 이야기/ 헛된 비용 절감》                                                           | 야마무라 츠토무 역                    |      |
| 1991년        | 후지 TV   | 《금요 드라마 시어터/새 OL세 여행 II히다 타카야마 수증기 살인》                             |                                       |      |
| 1992년        | TBS       | 《도쿄 엘리베이터걸》                                                                       | 타카기 슈지 역                        |      |
| 1992년        | TV 도쿄   | 《영화 같은 사랑 하고 싶어/트윈스》                                                         |                                       |      |
| 1993년        | TV 도쿄   | 《도쿠가와 무예장 야규 세대의 검》                                                          |                                       |      |
| 1994년        | TV 아사히 | 《방랑 형사 여정 편 VI 제17회 - 특급 아즈사 살의·온천 기생의 순정》                         |                                       |      |
| 1996년        | TBS       | 《도련님》                                                                                  | 알랑쇠 역                             |      |
| 1996년        | TBS       | 《사랑의 극장/독자 동지》                                                                   |                                       |      |
| 1997년        | NTV       | 《화요 서스펜스 극장/형사》                                                                 | 아카사카 아키오 역                    |      |
| 1997년        | TBS       | 《월요 드라마 스페셜/관혼상제 살인 사건》                                                   | 스기에 흐사오 역                      |      |
| 1997년        | TV 아사히 | 《토요 와이드 극장/교토 맞선 투어 살인 사건》                                               | 이시쿠라 류이치 역                    |      |
| 1998년        | TBS       | 《월요 드라마 스페셜/ 명탐정 캐서린 5팔레노프시스 살인 사건》                               | 휴우키 카즈히코 역                    |      |
| 1998년        | TBS       | 《월요 드라마 스페셜/파트 타이머 형사·쓰키가타 남매의 사건부》                              | 쿠라카타 마코토 역                    |      |
| 1998년        | NHK       | 《신·팔에 익히어 요 로즈와 헤이시로 활인 검 제2화 - 바람 아내》                             | 와카사 가게의 마스 크라 역            |      |
| 1998년        | TV 아사히 | 《벗어나형사 열정계 3 - 제7화 대역의 여자!총구를 향하고》                                   |                                       |      |
| 1999년        | TV 도쿄   | 《해피 사랑과 감동의 이야기 제7화 - 엄마는 거짓말쟁이!상처 받은 소년의 마음을 달랜 맹도견》 |                                       |      |
| 1999년        | NTV       | 《화요 서스펜스 극장/바다의 길》                                                            | 미네 타카오 역                        |      |
| 1999년        | TBS       | 《더 닥터》(제2, 3화)                                                                       |                                       |      |
| 2000년        | TV 도쿄   | 《차량장 삼국지》                                                                           | 카쿠이 몬노스케 역                    |      |
| 2000년        | NTV       | 《가상 걸 제5화 빙상의 격돌! 미친 올림픽에의 길》                                           |                                       |      |
| 2000년        | NTV       | 《형사》                                                                                    | 노다 히데아키 역                      |      |
| 2001년        | TBS       | 《사랑의 극장/ 즐거운 유치원》                                                              | 야마모토 시게오 역                    |      |
| 2001년~2002년 | TBS       | 《울트라맨 코스모스》                                                                       | 히우라 하루미츠(히우라 할미츠)대장 역 |      |
| 2002년        | TBS       | 《키사라즈 캐츠 아이》                                                                      | 남자의 훈포장・점장 역                |      |
| 2002년        | BS-i      | 《휴대폰 형사 엽전 모양 사랑 제12화 〈산타가 거리에 온 크리스마스 유괴 사건〉》             | 아카기 후미히코 역                    |      |
| 2003년        | TBS       | 《한여름의 아빠에 제6화 〈어른의 흥정 따위 보고 싶지 않는다〉》                             | 쿠스노기 형사 역                      |      |
| 2003년        | TV 아사히 | 《트릭》                                                                                    | 이노우에 신이치 역                    |      |
| 2004년        | TBS       | 《월요일 미스터리 극장/자코 검사 우시오 사다 시의 사건부 2》                                | 카네모토 마사루 역                    |      |
| 2005년        | TV 아사히 | 《부호 형사 7화 〈부자 형사의 고미술품 소동〉》                                             | 토츠카 카즈히코 역                    |      |
| 2005년        | TV 아사히 | 《허모 얼굴 없는 살인자》                                                                   | 요시이 형사 역                        |      |
| 2006년        | TBS       | 《가족 요시야》                                                                             | 이시 히로시타로 역                    |      |
| 2007년        | TBS       | 《사랑의 극장/사랑의 노래!》                                                                | 코미네 나오야 역                      |      |
| 2007년        | TV 도쿄   | 《수요 미스터리 9/항구 도시 사회 간호사 2이즈 온천 리조트 살인 사건》                       | 미사와 아키히코 역                    |      |
| 2008년        | TV 아사히 | 《초고층 아파트의 아내》                                                                    | 히라누마 켄조 역                      |      |
| 2008년        | NTV       | 《야스코와 켄지》                                                                           | 시부야 마사루 역                      |      |
| 2009년        | TV 도쿄   | 《엄마는 여남》                                                                             | 시오리 역                             |      |
| 2009년        | NHK       | 《연속 텔레비전 소설 / 우에루카메》                                                         | 스즈키 산페이 역                      |      |
| 2010년        | NHK       | 《중학생 일기》                                                                             | 무로타 다이스케 역                    |      |
| 2010년        | NHK       | 《프리터, 집을 사다》                                                                       | 사나다 카츠야 역                      |      |
| 2011년        | 후지 TV   | 《프리터, 집을 사다 스페셜》                                                                | 사나다 카츠야 역                      |      |
| 2012년        | TV 도쿄   | 《수요 미스터리 9/지점의 민완 형사 사와 이치카 ~사라진 이틀의 여자~》                       | 카와다 야스하루 역                    |      |
| 2012년        | TV 도쿄   | 《수요 미스터리 9/온천 여주인 이 둘의 사건부 1 ~에히메 도고 온천 다섯· 칠·다섯 살인~》      | 이치모토키 타카시 역                  |      |